# Forma de Estado

Mapa mundial que distingue a los países del mundo como Estados federales (verde) o Estados unitarios (azul).
----
Estados unitarios
Estados federales

Forma de Estado, organización territorial del Estado o modelo de organización territorial, son distintas denominaciones usadas en textos legislativos o para expresar un concepto que hace referencia a las diversas formas de distribución territorial del poder que los Estados pueden adoptar sobre la base de la relación o articulación que pretenden establecer entre sus elementos constitutivos.
Un concepto con el que «forma de Estado» confluye, y con el que tiene un alto grado de equivocidad, es con el de «forma de gobierno». Las tipologías clásicas de los «regímenes políticos» o «formas de gobierno» (principalmente monarquía/república, pero también aristocracia, democracia, tiranía, oligarquía y otras) también se suelen denominar «formas de Estado» en los textos políticos y filosóficos, aspectos que son temas totalmente distintos de comprensión, principalmente por el escaso grado de formalización en el lenguaje político.

## Tipos
Varios autores han señalado que en la actualidad existen dos formas de organización territorial del Estado: el Estado Unitario y el Estado Federal. Sobre la tercera forma posible, el Estado confederal, Mario Justo López ha indicado que «en la actualidad no hay verdaderas confederaciones; las que lo fueron se han convertido en Estados federales (Estados Unidos de América, Suiza, Alemania)».
- Estado Unitario. Un Estado en el que todo su territorio está bajo un único poder (su fórmula más radical es el Estado unitario «puro»), aunque por razones técnico-administrativas puede tener algún grado de desconcentración o de descentralización del poder territorial, llegando a crear incluso (por razones no sólo administrativas) unidades territoriales, subestatales, con cierto grado de poder político, aunque siempre bajo el control en última instancia del poder central (es el llamado Estado regional o autonómico).[6]
- Estado federal. Estado compuesto por entidades territoriales (que reciben diversos nombres: Estado, Land, Cantón, etc.) que han pactado federarse, dotándose de un Gobierno compartido. Se diferencian de las Confederaciones en que las entidades federadas no tienen el derecho de abandonar la Unión.[7][8]

Por su parte, Raúl González Schmal denomina también al Estado unitario «Estado simple» y al Estado federal «Estado compuesto o complejo». Por estado Estado simple o unitario entiende aquel en el que la soberanía «se considera como una e indivisible y se ejercita sobre una sola población en un solo territorio», mientras que en el Estado compuesto o complejo, cuyo ejemplo característico es el Estado federal, «el ejercicio de la soberanía (y más propiamente las competencias de los poderes) está repartido entre un Estado mayor y una serie de Estados menores que contribuyen a formarlo». Dentro del Estado complejo o compuesto otros autores han incluido formas históricas como la unión personal o la unión real. Ejemplos de "unión real" son la Unión Sueco-Noruega (1815-1905) o la Unión Austro-Húngara (1867-1918).
Las constituciones suelen referirse a la forma de organización territorial que determinan, aunque no siempre utilizando estos términos. Por ejemplo, la Constitución republicana española de 1931 empleaba la expresión "Estado integral" para una forma de Estado, que pretendía ser intermedia entre el unitario y el federal, que reconoce autonomías regionales; mientras que la Constitución de 1978, muy similar en este aspecto, no utiliza ninguna denominación específica.

## Estado unitario

Forma de Estado de los países de Europa. En rojo, los Estados federales; en verde, los Estados unitarios regionalizados; en gris, los Estados unitarios descentralizados; y en marrón, los Estados unitarios centralizados.

Un Estado unitario es aquel en el que existe un solo centro de poder político que extiende su accionar a lo largo de todo el territorio del respectivo Estado, mediante sus agentes y autoridades locales, delegadas de ese mismo poder central.
Además cuenta con un solo poder legislativo que legisla para todo el país; un poder judicial, que aplica el derecho vigente a todo el territorio del Estado y que en su seno se establece una Corte Suprema de Justicia, la cual tiene jurisdicción a nivel nacional. Posee un solo poder ejecutivo que a pesar de poder estar conformado por todos los gobernantes (presidente, gobernadores, prefectos, intendentes, alcaldes...), cuenta con una sola constitución política que rige en todo el territorio y a la cual se hallan sometidas dichas autoridades y habitantes del Estado. En otras palabras en el Estado unitario se da la cuádruple unidad: unidad de ordenamiento jurídico (derecho), unidad de autoridades gubernativas, unidad de gobernados o destinatarios del ordenamiento jurídico y de las decisiones políticas y unidad de territorio.
Dentro de los Estados unitarios, se puede distinguir varios tipos como son:

### 1. Estados unitarios centralizados
Son Estados cuyo gobierno único o central es el exclusivo a determinar las leyes y disposiciones. Su gobierno si bien puede ser democrático o no, no permite la elección popular de representaciones locales o regionales de ningún tipo y de haberlas, serían designadas únicamente por su gobierno central bajo su criterio para disponer o controlar su política de gobierno o administración.

#### a) Estados concentrados o de centralismo «puro»
Son Estados cuya gestión es manejada por la administración central que lo gobierna, sin permitir que personas delegadas desde dicho poder o gobierno se puedan encargar de apoyarlo en sectores o regiones distantes. En estos casos cualquier disposición y tratamiento de cualquier índole debe ser autorizada y permitida únicamente por el gobierno central desde su sede sin tener otra persona o entidad que lo aplique en su nombre.
Los estados unitarios «puros» son prácticamente inexistentes, porque todo Estado por razones técnico-administrativas «requiere algún grado, por pequeño que sea, de distribución territorial del poder».

#### b) Estados desconcentrados
Son Estados cuya gestión, aunque es dispuesta como la de Estados concentrados desde un único poder de gobierno, si permite delegar a personas de su confianza a controlar y actuar bajo sus únicos dictámenes en distintos sectores de gestión o en regiones distantes a la sede donde se localiza el gobierno central. Estos Estados no involucran en ningún sentido ceder cualquier tipo de decisión contraria, nueva o complementaria a sus delegados, sin la debida autorización exclusiva para dicho caso, desde el gobierno central. 
Algunos politólogos han advertido que conviene diferenciar entre la desconcentración y la descentralización del poder. En el primer caso «se producen delegaciones del ejercicio del poder desde las estructuras centrales del Estado a las agencias territoriales de la misma administración estatal», como las prefecturas o las Delegaciones del Gobierno. El segundo caso «comporta la transferencias de poderes de una administración a otra», como, por ejemplo, a los ayuntamientos. También señalan que las dos fórmulas son de carácter administrativo. Cuando se produce una delegación de poderes políticos nos encontramos con la fórmula del Estado regional.

### 2. Estados unitarios descentralizados
Son estados cuyas competencias en varios ámbitos como administrativos, tránsito vehicular, tributos específicos, ciertos excedentes financieros y líneas de financiación, equipos y maquinarias de trabajo, entidades gubernamentales, educativas, entre otras fueron traspasadas a dichas entidades por ley en casi la mayor parte de entidades o a todas por igual de derecho. Si bien no se considera una autonomía debido a que carece de la posibilidad de entablar leyes propias, esta solo se limita a crear ordenanzas y regulaciones. Sus gobiernos seccionales pueden ser delegados del gobierno central, electos por los habitantes de su respectiva sección o un mixto (compuesto por la confluencia de los dos) 
- Ecuador (24 provincias, divididas en 221 cantones, divididas en 804 parroquias rurales. Solo el Régimen Especial de Galápagos no dispone de gobierno provincial autónomo).

- República del Paraguay (estructurado en 17 Departamentos (divididos en municipios) y un Distrito Capital, (Asunción).

- Colombia, República unitaria descentralizada, con autonomía de sus entidades territoriales (estructurado en 32 Departamentos, dividido en 1120 Municipios y un Distrito Capital).
- Perú (24 regiones, una provincia constitucional, considerada región, y un distrito metropolitano, Lima, dependientes del gobierno central).
- Chile (dividido en 16 regiones con limitada autonomía).
- Filipinas (79 provincias agrupadas en 17 regiones, solo una tiene estatus de “autonomía").
- Francia (debido al reciente aumento de la autonomía legal de las regiones; es decir, la existencia de asambleas locales, Francia a menudo es clasificada como un estado híbrido que correspondería a un Estado regionalizado).
- Nueva Zelanda (dividida en 12 regiones y 4 autoridades unitarias)
- Guatemala (5 regiones, 22 departamentos, 339 Municipios, 1 Distritos central).
- República Dominicana (dividido en 32 provincias y un distrito nacional, Santo Domingo)

### 3. Estados unitarios regionalizados
Los Estados regionalizados son Estados con un pasado centralista o descentralizado, pero que progresivamente han otorgado poderes políticos propios, aunque no originarios, a las unidades territoriales subestatales (las regiones; denominadas comunidades autónomas en España). «Son políticamente autónomas pero a partir de una sola soberanía», han puntualizado los politólogos Rafael Ribó y Jaime Pastor. El grado de autonomía política varía dependiendo del Estado, y si el grado de autonomía es bastante elevado los estados regionales pueden ser considerados «federaciones» de facto. 
Sin embargo, sigue existiendo una diferencia sustancial entre el Estado federal y el estado con regiones autónomas que es el origen de las atribuciones: en los estados regionales autónomos el gobierno central ha cedido o devuelto algunos derechos y competencias a la región, mientras que en los Estados federales son las «regiones» las que han cedido algunas de sus atribuciones al poder central. Como han señalado Ribó y Pastor, en el Estado regionalizado o «Estado autonómico» el «elemento nuclear» «es que la fuente de poder es el ordenamiento global, el cual reconoce el derecho a la autonomía de las partes. Se puede describir como un flujo de poder desde el centro hacia la periferia (en sentido gráfico figurado) sin que menoscabe la unidad. Se trata de un Estado unitario con autonomía política de unidades territoriales...». En el Estado federal, en cambio, «el flujo de poder va desde las partes hacia la globalidad para crearla. Cada parte decide soberanamente, mediante un pacto entre iguales, la creación de un orden más amplio», mientras que «las partes integradas en un Estado autonómico no tienen un poder constituyente propio y están sometidas a controles mucho más estrictos que los del Estado federal».
La primera experiencia de Estado regionalizado fue la del «Estado integral» definido en la Constitución de la Segunda República española (intentando superar el debate entre Estado unitario y Estado federal), aunque la posterior dictadura franquista lo abolió y restauró el centralismo puro. Después de la Segunda Guerra Mundial y de la caída del fascismo fue la República de Italia la que siguió el modelo republicano español y reconoció el derecho al autogobierno de las regiones, aunque finalmente se diferenciaron las regiones con estatuto especial y las de régimen ordinario.
El grado de autonomía varía sustancialmente entre los diversos países «regionalizados» pues hay Estados que han permitido el desarrollo de asambleas regionales locales con poderes muy limitados (como Francia), mientras que otros han permitido un elevado grado de autonomía (como Italia, el Reino de España y el Reino Unido), aunque manteniendo siempre un poder de veto por el gobierno superior o central. Existe un único caso, el de Bélgica, en que la «regionalización» ha dado paso a la constitución (en 1993) de un verdadero Estado Federal. 

Estados unitarios regionalizados.

Si las regiones reciben la autonomía que gozaban en el pasado (como derecho histórico), el proceso de «regionalización» a menudo es llamado «proceso de devolución» como ha ocurrido en Reino Unido a partir de 1999. Los siguientes estados son estados regionalizados:
- Italia (debido a la existencia de cinco regiones autónomas, Italia tiene una clasificación dual entre estado centralizado y estado regional).
- Serbia (donde se ha otorgado un elevado grado de autonomía a la provincia de Voivodina).
- España (dividido en 17 comunidades autónomas y 2 ciudades autónomas).
- Reino Unido (dividido en 4 países constituyentes).

## Estado federal
El Estado federal es una forma de Estado compuesta por entidades territoriales (que reciben diversos nombres: Estado, Land, Cantón, etc.) que han pactado federarse, dotándose de un Gobierno compartido. Se diferencian de las Confederaciones en que las entidades federadas no tienen el derecho de abandonar la Unión.
Los Estados federales se caracterizarían por tener un orden jurídico integral que regula, a la vez, una jurisdicción federal y otra «local», y que es simétrica en cada uno de los estados o puede ser asimétrica. Por tener a la vez una jurisdicción federal y una «local» en cada uno de los estados, pero ambas supeditadas a la Constitución federal, son un pacto federal, con autonomía interna en cada una de las partes integrantes de la federación, lo cual significa que las entidades federativas pueden adoptar, incluso, su propio régimen interior, constitución y su propia organización interna política y administrativa.
Las instituciones propias de los Estados federales son tres:
1. Gobierno federal, que ejerce las competencias y los poderes que le atribuye la Constitución.
2. Parlamento bicameral, con una Cámara de representación directa de los ciudadanos (Cámara de Representantes de los Estados Unidos, Bundestag de la República Federal de Alemania, etc.) y otra de representación de los estados federados (Senado de los Estados Unidos, Bundesrat de Alemania, etc.)
3. Tribunal Federal que resuelva los conflictos entre las partes federadas (Corte Suprema de los Estados Unidos, Tribunal Constitucional Federal de Alemania, etc.)

Por otro lado, existen Estados federales en los que a alguno de los Estados federados se le reconocen (de iure o de facto) unas competencias y prerrogativas diferentes a las del resto. Es el conocido como federalismo asimétrico, uno de cuyos ejemplos más representativos es el de Canadá, donde Quebec ostenta una situación singular como resultado del reconocimiento de su personalidad «nacional» («francófona», frente al resto de Estados federados «anglófonos»).
Los Estados federales pueden ser el resultado de alguno de estos tres tipos de procesos: la transformación de una Confederación en una Federación (Estados Unidos, Suiza); que surja de un proceso de descolonización (al alcanzar la independencia la antigua colonia se constituye en Estado federal para dar respuesta a la pluralidad de las partes que la componen, como en los casos de Nigeria o de India); o la transformación de un Estado unitario regionalizado (como en el caso de Bélgica). En este último caso, «las partes, antes integradas en un Estado unitario, se reconocen la capacidad de ejercer la soberanía para pactar un nuevo tipo de ligamen», han señalado los politólogos Rafael Ribó y Jaime Pastor.
 

Las federaciones son estados conformados por entidades soberanas y autónomas. El estatus autónomo de estas entidades no puede ser alterado de manera unilateral por el gobierno central, aunque pueden existir excepciones (como el caso de Argentina, donde el gobierno federal ha intervenido en diversas ocasiones en las provincias; y en México, mediante la figura de la desaparición de poderes en los estados). Los siguientes estados son federaciones:
- Alemania (16 Estados o Länder)

Estados federados del mundo.

- Argentina (23 provincias y 1 Ciudad Autónoma)
- Australia (6 estados y 2 territorios)
- Austria (10 estados)
- Bélgica (Flandes, Valonia y Bruselas capital)
- Bosnia y Herzegovina (Federación de Bosnia y Herzegovina, República Srpska y Distrito de Brčko)
- Brasil (26 estados y un Distrito Federal)
- Canadá (10 provincias y 3 territorios)
- Comoras (Anjouan, Gran Comora y Mohéli)
- Emiratos Árabes Unidos (7 Emiratos)
- Estados Federados de Micronesia (Chuuk, Kosrae, Pohnpei y Yap)
- Estados Unidos de América (50 Estados, el Distrito de Columbia, y otros territorios y dependencias)
- Etiopía
- India (28 estados y 7 territorios de la unión)
- Malasia (13 estados y 3 territorios federales)
- México (32 entidades federativas; compuestos por 31 estados, y la capital del país como una entidad federativa con plena autonomía (puesto que el Distrito Federal se convirtió en la Ciudad de México)).
- Pakistán (4 provincias y 1 territorio)
- Palaos (16 estados)
- Rusia (88 Sujetos)
- San Cristóbal y Nieves
- Suiza (26 Cantones)
- Venezuela (23 estados y un distrito capital)

## Estados Confederales
Las confederaciones son estados conformados por entidades soberanas y autónomas. El estatus autónomo de estas entidades no puede ser alterado de manera unilateral por el gobierno central, sin existir excepciones. Se diferencia además de la federación, en que la entidad o demarcación confederada posee mayor grado de soberanía e independencia que la federal. El gobierno del país tiene menor control y poder sobre cada una de sus entidades o demarcaciones confederas, que en el caso de las federaciones, donde el gobierno del país tiene mayor control y poder sobre cada una de sus entidades federadas que se sublevan a ella.
Sin embargo, como ha señalado Mario Justo López, en la actualidad no existe ningún Estado confederal (Suiza se sigue denominando oficialmente Confederación Helvética pero desde 1848 es un Estado federal). A pesar de ello  algunos autores[cita requerida] consideran confederaciones a la asociación de los Países Bajos con Aruba, Bonaire y Curazao); a la del Reino de Dinamarca con Groenlandia y las Islas Feroe); y la de la República Popular China con Hong Kong y Macao).

## Estados dependientes
Son aquellos estados que, sin estar incorporados a otro dependen de este en el ejercicio de uno o varios derechos inherentes a su soberanía. Así lo han admitido autores como Fodoré, Heffter, Pradier o Jorge Federico Martens.
En esta categoría están Estados como: Estados Federados de Micronesia, República de Palaos, Nauru, Islas Marshall, Puerto Rico, Islas Marianas del Norte o Islas Cook.